# ゲルトルート・キュックリヒ
ゲルトルート・エリザベート・キュックリヒ（Gertrud Elizabeth Kücklich、1897年12月25日 - 1976年1月2日）は、おもに日本の東京と埼玉で活動したドイツ出身の宣教師、社会事業家、フィランソロピスト。
名の日本語表記には揺れがあり、原語での名を Gertrudeとしてゲルトルード、ないし、ゲルトルドとしたり、ミドル・ネームを英語読みでエリザベスとすることもある。

## 経歴
ドイツ帝国シュトゥットガルトで、牧師の四女として生まれる。ペスタロッチ＝フレーベル・ハウス (Pestalozzi-Fröbel-Haus) を卒業。その後南ドイツの教育専門学校に学ぶ。
1922年、ドイツに伝道していたアメリカの福音教会の宣教師として、アメリカの本部から日本に派遣され、来日。小石川で日本語を学びながら、小石川福音教会に併設されていた孤児収容施設愛泉寮（これは戦後の愛の泉や愛泉寮とは別のものである）や保母養成所で奉仕し、東京の下町で、向島教会（現在の聖和教会）の設立やその後の伝道を助けた。来日した年に関東大震災に遭遇するが、鐘淵紡績の工場に近い赴任先の教会で地域住民を支援し、また教会内に託児所を設け、やがて鐘ケ淵子供の家を設立した。日本語も上手く「地域の子どもたちのあこがれ」であったという。1926年には、東京保育女学院（後に東洋英和女学院師範科と合併）を設立した。
第二次世界大戦中も帰国せず、日本に留まり、戦後は乳児院や高齢者福祉施設の設立に尽力し、1945年、埼玉県加須市の岡安ゴムの寮の敷地内に、後の社会福祉法人「愛の泉」となる孤児院を開設し、さらに藤崎五郎牧師と協力して、愛泉寮教会（後の日本基督教団愛泉教会）を設立した。社会福祉法人愛の泉理事長、キリスト教保育連盟副理事長などを歴任した。保育者養成にも力を尽くし、東洋英和女学院短期大学保育科教授、草苑保育専門学校講師、和泉短期大学教授などを歴任した。
日本国政府から勲四等瑞宝章、西ドイツ政府から一等功労十字勲章を贈られた。
1976年、正月の休暇を過ごしていた高輪プリンスホテルで亡くなり、加須の愛泉教会墓地に埋葬された。加須市名誉市民となり、胸像が加須市役所に設置された。財団法人「キュックリッヒ記念財団」が設立されたが、現在は解散している。

## おもな著書
- ゲルトルド・キユツクリヒ『學齡前に於ける宗教々育』（一）-（五）（基督教出版社、1932年）